# Ланге, Павел Карлович
Па́вел Ка́рлович Ла́нге (13 [25] июля 1846 — после 1917) — генерал от артиллерии, командир 13-го армейского корпуса.

## Биография
Православный. Из дворян Полтавской губернии.
Окончил Полтавский кадетский корпус (1863) и Михайловское артиллерийское училище (1865), откуда был выпущен подпоручиком в Гвардейскую конно-артиллерийскую бригаду.
Чины: поручик (1867), штабс-капитан (1869), поручик гвардии (1871), штабс-капитан (1873), капитан (1876), полковник (за отличие, 1880), генерал-майор (за отличие, 1893), генерал-лейтенант (1901).
В 1870 году окончил Михайловскую артиллерийскую академию по 1-му разряду. Участвовал в русско-турецкой войне 1877—1878 годов, был награждён Золотым оружием «За храбрость».
С 23 сентября 1885 года по 1 января 1893 года был командиром 1-й батареи Гвардейской конно-артиллерийской бригады. 1 января 1893 года был назначен состоять при генерал-фельдцейхмейстере великом князе Михаиле Николаевиче и зачислен по гвардейской конной артиллерии.
3 января 1896 года был назначен командиром Гвардейской конно-артиллерийской бригады. 5 декабря 1899 года назначен начальником артиллерии 7-го армейского корпуса, а 18 марта 1906 года — командиром 13-го армейского корпуса. 21 мая 1908 года вышел в отставку с производством в генералы от артиллерии.
После выхода в отставку жил в Киеве, был действительным членом Киевского клуба русских националистов. В 1912 году — церковный староста Рождество-Богородицкой церкви села Старый Коврай.
Судьба после 1917 года неизвестна. Был холост.

## Награды
- Орден Святого Станислава 3-й ст. (1874);
- Орден Святого Владимира 4-й ст. с мечами и бантом (1877);
- Орден Святого Станислава 2-й ст. с мечами (1877);
- Золотое оружие «За храбрость» (1878);
- Орден Святой Анны 2-й ст. с мечами (1880);
- Орден Святого Владимира 3-й ст. (1883);
- Орден Святого Станислава 1-й ст. (1896);
- Орден Святой Анны 1-й ст. (1903);
- Орден Святого Владимира 2-й ст. (1906).

Иностранные:
- австрийский Орден Франца-Иосифа, кавалерский крест (1874)
- шведский Орден Вазы (1875)
- мекленбург-шверинский Орден Вендской короны (1881)
- мекленбург-шверинский Орден Грифона, большой крест (1895)
- ангальтский Hausorden Albrechts des Bären, большой крест (1895)
- баденский Орден Церингенского льва, командорский крест I класса (1896)
- австрийский Орден Франца-Иосифа, большой крест (1897)
- французский Орден Почётного легиона, командорский крест (1897)
- прусский Орден Красного орла 2-го класса со звездою (1898)
- румынский Орден Короны, большой крест (1899)